# Shoemakerella cubensis
Shoemakerella cubensis är en kräftdjursart som först beskrevs av Stebbing 1897.  Shoemakerella cubensis ingår i släktet Shoemakerella och familjen Lysianassidae. Inga underarter finns listade i Catalogue of Life.